# Edward O'Connor Terry
Edward O'Connor Terry (Londra, 1844 – Barnes, 1912) è stato un attore teatrale britannico.

## Biografia
Dal 1868 al 1875 recitò parti burlesche al Royal Strand Theatre per poi passare nel 1876 al Gaiety Theatre.
Nel 1887 aprì il comico Terry's Theatre. Successivamente portò i suoi spettacoli in quelle che all'epoca erano colonie britanniche, dal Nordamerica all'India all'Africa fino all'Australia.